# Cheakamus Mountain
Der Cheakamus Mountain ist ein 2588 m hoher Berg mit gletscherbedeckter Spitze und einer Schartenhöhe von 298 m im Südwesten der kanadischen Provinz British Columbia, im Squamish-Lillooet Regional District.

## Geographie
Der Cheakamus Mountain liegt in den Garibaldi Ranges der Coast Mountains im Garibaldi Provincial Park. Sein Gipfel ist der vierthöchste Punkt der Fitzsimmons Range, einer Teilkette der Garibaldi Ranges. Er liegt 16 km südöstlich von Whistler. Der nächsthöhere Berg ist der Mount Benvolio (2613 m), 1,65 km nordwestlich von ihm. Der Diavolo Glacier erstreckt sich bis unter die Nordseite des Gipfels. Die Abflüsse der Niederschläge vom Berg und das Schmelzwasser seines Gletschers fließen in Zuflüsse des Cheakamus River.

## Geschichte
Die Erstbesteigung des Berges erfolgte 1950 durch Roy Hooley, Jimmy Kilborn und Ian Kirk. Der Berg wurde gemeinsam mit dem Fluss benannt, dessen Name wiederum eine anglisierte Form von Tseearkamisht, einem Wort aus der Sprache der Squamish, was etwa „Menschen, die das Fischnetz aus Bastfasern benutzen“ bedeutet. Der Name des Berges wurde am 2. September 1930 vom Geographical Names Board of Canada offiziell anerkannt.

## Klima
In Bezug auf die Klimaklassifikation nach Köppen und Geiger herrscht am Cheakamus Mountain ein Westseiten-Seeklima. Die meisten Wetterfronten stammen vom Pazifik und bewegen sich ostwärts auf die Coast Mountains zu, wo sie durch die Berge zum  Aufsteigen (Windstau) gezwungen werden, was wiederum dazu führt, dass die enthaltene Feuchtigkeit in Form von Regen oder Schnee abgegeben wird. Im Ergebnis führt das zu hohen Niederschlägen in den Coast Mountains, insbesondere zu starken Schneefällen im Winter. Die Temperaturen können unter −20 °C fallen, unter Berücksichtigung von Windchill-Einfluss unter −30 °C. Die Monate Juli bis September bieten die besten Wetterbedingungen für einen Aufstieg.